# Candorbulina
Candorbulina es un género de foraminífero planctónico de la subfamilia Orbulininae, de la familia Globigerinidae, de la superfamilia Globigerinoidea, del suborden Globigerinina y del orden Globigerinida. Su especie tipo es Candorbulina suturalis. Su rango cronoestratigráfico abarca desde el Langhiense (Helvetiense, Mioceno medio) hasta el Tortoniense (Mioceno superior).

## Descripción
Candorbulina incluye foraminíferos planctónicos con conchas esféricas, inicialmente trocoespiraladas globigeriniformes y finalmente casi unicamerados; su última cámara es grande, esférica, y fuertemente abrazadora, envolviendo el lado umbilical de la parte trocoespiralada, la cual queda nivelada con la superficie de la última cámara o bien ligeramente elevada; sus suturas intercamerales están niveladas a la superficie o están ligeramente incididas; su abertura es interiomarginal, umbilical en el estadio trocoespiralado, y es reemplazada en el estadio final por una serie de grandes aberturas suplementarias suturales que se abren en el contacto entre la última vuelta de la parte trocoespiralada y la cámara final; presenta, adicionalmente, aberturas suplementarias areales; presentan pared calcítica hialina, perforada y espinosa; sus espinas son alargadas, unidas a la superficie en el centro de una pequeña depresión, y con sección circular, triangular o incluso trirradiada.

## Discusión
Clasificaciones posteriores han incluido Candorbulina en la familia Orbulinidae. Candorbulina se considera un sinónimo subjetivo posterior de Orbulina. Su especie-tipo es realmente suturalis, aunque el autor consideró que se trataba de universa, que es la especie tipo del género Orbulina. Ambas especies son diferentes en un aspecto fundamental: mientras que universa tiene una última cámara esférica que engloba a todas las demás, la última cámara de suturalis, aunque muy abrazadora, no lo hace. Por esta razón, algunos autores han considerado que Candorbulina y Orbulina son diferentes y deben ser separados.

## Paleoecología
Candorbulina, como Orbulina, incluye especies con un modo de vida planctónico (carnívoro, con simbiontes), de distribución latitudinal tropical a templada, y habitantes pelágicos de aguas superficiales a intermedias (medio epipelágico a mesopelágico superior).

## Clasificación
Candorbulina incluye a las siguientes especies:
- Candorbulina bilobata  †, aceptado como Orbulina bilobata
- Candorbulina suturalis  †, aceptado como Orbulina suturalis